# 허천강
허천강은 김형권군에서 혜산시로 흐르는 압록강의 지류이다.